# П'ять артикулів протесту
П'ять артикулів протесту (інколи п'ять артикулів армініанства) або ремонстрація — це богословські положення, висунуті в 1610 році послідовниками Якоба Армінія на знак незгоди з інтерпретацією Божого слова Жаном Кальвіном, погляди якого були панівними в голландській реформатській церкві. "Ремонстрація" дослівно означає "вираз заперечення або протесту", що в зазначеному випадку було скаргою на кальвіністську доктрину приречення в бельгійському віросповіданні. Згодом послідовники Армінія, які підготували цей протест, отримали назву "ремонстранти".  

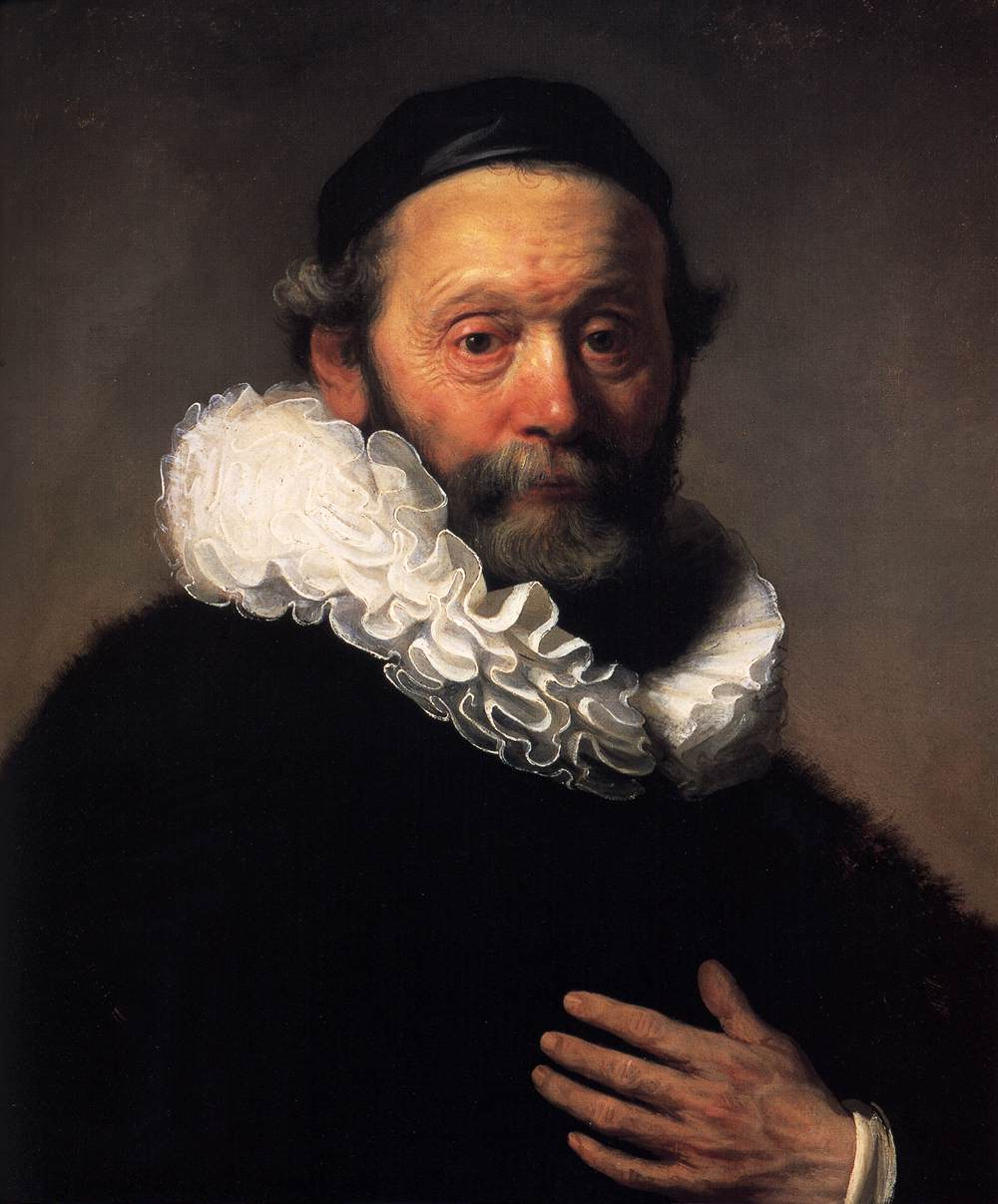
Портрет міністра-реформатора Йоганна Втенбогарта (1557-1644)

## Історія
Сорок шість проповідників і два керівники Лейденської державної колегії з підготовки проповідників зібралися в Гаазі 14 січня 1610 року, щоб у письмовій формі викласти свої погляди, які мають розв'язувати теологічні питання, де тривалий час панувала незгода. Документ у формі ремінісценції був складений Йоханнесеном Втенбогаертом і після деяких змін був схвалений і підписаний усіма членами делегації в липні.
Ремонстранти не відкидали сповідь і катехизацію, але не визнавали їх постійними й незмінними догматами віри. Вони приписували авторитет лише слову Божому проявленому в Святому Письмі й виступали проти будь-якому формалізму; вірили, що світська влада має право втручатися в богословські суперечки для збереження миру і запобігання розколам у Церкві.
П'ять статей Ремонстрантів були зустрінуті одразу ж реакцією, написаною переважно Фестом Гомміусом, під назвою Контремонстрація 1611 (анг. Counter Remonstrance of 1611), яка фактично обороняла Бельгійське віросповідання від богословської критики з боку послідовників покійного Якоба Армініуса, хоча сам Армініус до самої смерті запевняв, що дотримується Бельгійського віросповідання і Гейдельберзького катехізису.
Остаточна відповідь укладена статтям протесту відбулася на Національному Синоді Нідерландів у Дордрехті у 1618-19 роках (див. Дордхтський синод). Рішення Синоду, відомі як Дортівські канони, протиставили "Ремонстрації" п'ять глав доктрини, кожна з яких є відповіддю на одну з п'яти статей "Ремонстрації". Саме ця відповідь дала початок тому, що з того часу стало відомим як П'ять пунктів кальвінізму. Модифіковані, щоб сформувати акровірш "Тюльпан", вони охоплюють сотеріологічні теми в кальвінізмі, підсумовуючи суть того, що, на їхню думку, становить ортодоксальний погляд на кожен з наступних пунктів.
- Тотальне розпутство: поняття про гріх.
- Безумовна благодать: засада вибору Бога.
- Обмежене спокутування: осягнення благ спокути.
- Дійсна благодать: як Святий Дух приводить людину до покаяння і віри.
- Стійкість святих: переконання, що людина після хрещення зберігає вірність богу назавжди.

## П'ять артикулів

### Артикул I
Бог, за вічним і незмінним задумом в Ісусі Христі, Сині Своєму, перед створенням світу, визначив із занепалого, грішного роду людського спасти у Христі, для Христа і через Христа тих, хто через благодать Святого Духа увірує в Христа, Сина Божого Ісуса, і буде стійкий у вірі та послуху, за цією благодаттю, до кінця; а з іншого боку, залишити невиправних і невірствуючих у гріху і під гнівом, і засудити їх як відчужених від Христа, за словом Євангелія від Іоанна 3: 36: "Хто вірує в Сина, той має життя вічне, а хто не вірує в Сина, не побачить життя, але гнів Божий на ньому перебуває", а також згідно з іншими місцями Святого Письма. 

### Артикул II
Відтак, Ісус Христос, Спаситель світу, помер за всіх людей і за кожну окремо, щоб Своєю смертю на хресті здобути для всіх людей викуп і прощення гріхів, хоча насправді відкуплення гріхів ніхто не може отримати, окрім людини, яка вірить, згідно зі словами Євангелія від Іоана: «Бо так сильно полюбив Бог цей світ, що віддав Свого Єдиного Сина заради того, щоб кожен, хто в Нього вірує, не був загублений, а здобув вічне життя.» А в Першому посланні Іоана 2:2: «Він і є тією жертвою, яка спокутує гріхи наші, і не тільки наші, а й усього світу.» 

### Артикул III
Людина не має в собі ні спасительної благодаті, ні сили вільної волі, оскільки вона, перебуваючи в стані відступництва і гріха, не може ні думати, ні бажати, ні робити нічого справді доброго (чим є спасительна віра), але що їй необхідно народитися від Бога у Христі через Його Святого Духа і оновитися в розумінні, нахилах, волі і всіх своїх силах, щоб вона могла правильно розуміти, думати, бажати, волю і всі свої сили; але необхідно, щоб він народився з Бога у Христі через Святого Духа і обновився в розумінні, нахилах, волі та в усіх своїх силах, щоб він міг правильно розуміти, думати, бажати і чинити те, що справді добре, згідно зі Словом Христа, Івана 15:5: "Крім Мене ви нічого не можете зробити". 

### Артикул IV
Ця благодать Божа є початком, продовженням і завершенням усього доброго, навіть настільки, наскільки сама по собі відроджена людина, без попередньої або допоміжної, пробуджуючої, супроводжуючої і співдіючої благодаті, не може ні думати, ні бажати, ні чинити добро, ні протистояти будь-якій спокусі зла; так що всі добрі вчинки або рухи, які тільки можна собі уявити, повинні бути приписані благодаті Божій у Христі. Однак, що стосується способу дії цієї благодаті, то вона не є непереборною, оскільки про багатьох написано, що вони чинили опір Святому Духові. Дії 7 і в багатьох інших місцях. 

### Артикул V
Той, хто увійшов у Христа істинною вірою і таким чином став причасником Його животворящого Духа, має повну силу боротися з сатаною, гріхом, світом і власною плоттю та здобувати перемогу, добре розуміючи, що це завжди відбувається за допомогою благодаті Святого Духа; і що Ісус Христос допомагає їм Духом Своїм у всіх спокусах, простягаючи до них руку Свою, і якщо тільки вони готові до конфлікту і бажають Його допомоги, а не бездіють, Він утримує їх від падіння, так що вони ніякими хитрощами або силою сатани не можуть бути обмануті, ні вирвані з рук Христових, за словом Христа, Іоанна Х. 28: "Ніхто не вирве їх з руки Моєї". Але якщо вони здатні через недбалість знову залишити перші початки свого життя у Христі, повернувшись знову в цей теперішній злий світ, відступити від даного їм святого вчення, втратити добре сумління, будучи позбавленими благодаті, це повинно бути більш детально з'ясовано зі Святого Письма, перш ніж вони зможуть навчати цьому з повною переконливістю свого розуму. 